# Ильина, Лидия Александровна
Лидия Александровна Ильина (14 [27] февраля 1915, Михайлов — 1994, Бишкек) — советский график. Народный художник Киргизской ССР (1963). Лауреат Государственной премии СССР (1971).

## Биография
Родилась 14 (27 февраля) 1915 года в Михайлове (ныне Рязанская область). Училась в Московском художественном институте (1933-1939).
С 1939 года работала в Киргизской ССР. Умерла в 1994 году. Похоронена в Москве, на Ваганьковском кладбище, участок 12,  в родственном захоронении рядом с мужем Михалёвым Андреем Николаевичем (1920-1981), советским графиком, Народным художником Киргизской ССР (1975).

## Творчество
Первое время Ильина преподавала рисунок в художественном училище. В военные годы вместе с мужем-графиком Андреем Михалевым она рисует плакаты в агитколлективе "Окна КирТАГа" (Окна Киргизского Телеграфного агентства). Более 30 плакатов создала художница на тему борьбы, труда и политической сатиры. Один из них, посвященный строительству Большого Чуйского канала был показан на выставке в Москве. С 1939 года работала в Киргизской ССР.
Автор иллюстраций, станковых серий и отдельных листов на современные темы, отличающихся лирико-эпическим строем

## Произведения
- серии иллюстраций к книге «Абай» Ауэзова (1950, 1957, 1959) и «Лесная песня» Леси Украинки (1960), обе — ксилография;
- станковые серии — «Родные края» (ксилография, 1957), «Слово о киргизской женщине» (цветная линогравюра, 1958), «Молодёжь Киргизии» (1966), «Материнство» (1967; две последние серии — линогравюра);
- отдельные листы — «Свекловичница» (1956—57), «Возвращение» (1963), оба — цветная линогравюра;
- цикл линогравюр «Мой современник» (1977);
- мозаика по рельефу «Ленин с нам» на бульваре Молодая Гвардия, 32 в Бишкеке[2];
- почтовые марки.

## Литография, офорты, линогравюра
Параллельно с книжной гравюрой Ильина занималась и литографией (рисунок на камне), в основном для создания портретов: "Школьница", "Молодой чабан", а также серия "Лучшие люди Советской Киргизии". В технике гравюры на металле (офорт) выполнены несколько портретов, "Пастушок", "Музыка", а также величественный пейзаж "Дорога в ущелье". Из поездки по Джалал-Абаду Ильина привезла серию акварельных зарисовок: "Идущая", "Чаепитие", "Сборщица хлопка", "Мальчик на хлопке", "Узбек на базаре".

## Список книг, в которых можно найти иллюстрации Л. Ильиной
1. Токомбаева     А. Рассказы и повести. Гравюра на дереве. 1946.
2. Сыдыкбеков     Т. Люди наших дней. Гравюра на дереве. 1949.
3. Ауэзов     М. Абай. Гравюра на дереве. 1950. (Переиздание, 1957).
4. Кербабаев     Б. Решающий шаг. Гравюра на дереве. 1951.
5. Мальцев     Е. От всего сердца. 1952.
6. Кузнецов     П. Человек находит счастье. Гравюра на дереве, 1953.
7. Токтогул     Сатылганов. Избранные сочинения. Гравюра на дереве. 1955.
8. Рыбак     Н. Переяславская рада. Гравюра на дереве. 1956.
9. Ауэзов     М. Путь Абая. Гравюра на дереве. 1957.
10. Украинка     Л. Лесная песня. Гравюра на дереве. 1960.
11. Пушкин     А. Сказки о мертвой царевне и семи богатырях. Автолитография. 1960.
12. Джантошев     К. Каныбек. Линогравюра. 1961.
13. Бабаевский     С. Сыновний бунт. Гравюра на дереве. 1962.
14. Айтматов     Ч. Повести гор и степей. Материнское поле. Белый пароход. Прощай,     Гульсары. Джамиля. Линогравюра. 1965 – 1972.
15. Бейшеналиев     Ш. Рогатый ягненок. Бумага, акварель. 1969.
16. Хемингуэй     Э. Старик и море. Линогравюра. 1963.
17. Яновский     Ю. Всадники. 1968.
18. Пушкин     А. Лирика. 1971.
19. Шекспир     В. Сонеты. Гравюра на дереве. 1973.
20. Лермонтов     М. Лирика. Ксилография, 1975.
21. Лорка     Г. Гитара. 1978.

## Смерть
Умерла в 1994 году. Похоронена в Москве, на Ваганьковском кладбище, участок 12, в родственном захоронении рядом с мужем .

## Награды
Народный художник Киргизской ССР (1963)
Орден Трудового Красного Знамени (01.11.1958)
Орден «Знак Почёта» (1965)
Государственная премия СССР (1971) — за серии гравюр «Материнство» (1967) и «Молодёжь Киргизии» (1966)
Два ордена и медаль.